# Hallberg (från Hallstra)
För andra personer med samma efternamn, se Hallberg.
Hallberg är ett svenskt släktnamn som innehas av flera olika släkter utan inbördes samband. 
En av släkterna härstammar från Hallstra i Törnevalla socken i Östergötland, där stamfadern Johan Hallberg var ryttare. Hans son Pehr, kyrkoherde i Frödinge, hade sönerna Johan, Herman, Petrus och Daniel Carl. Av dessa bibehölls släktnamnet av den äldste Johan och yngste Daniel Carl, men ändrades till Hallberger av Herman och Petrus. 